# The Man from Planet X
The Man From Planet X è un film di fantascienza del 1951 di Edgar G. Ulmer. Distribuito in Italia solamente in home video e trasmesso in televisione con il titolo L'uomo dal pianeta X.
Benché prodotto come film a basso costo in tempi strettissimi, ebbe un buon successo e in seguito è stato riscoperto come un classico del genere.

## Trama
Una nave spaziale proveniente da un pianeta sconosciuto atterra nella brughiera scozzese, portando a terra una creatura aliena presso l'osservatorio del professor Elliot, pochi giorni prima che il pianeta passi vicino alla Terra. Quando il professore e un suo amico, il giornalista statunitense John Lawrence, scoprono la creatura, l'aiutano quando è in difficoltà e cercano di comunicare con essa, ma senza successo. Quando se ne vanno, l'alieno li segue fino a casa. Un collega del professore, l'ambizioso scienziato senza scrupoli dott. Mears, scopre come comunicare con la creatura e cerca di estorcerle con la forza la formula del metallo con cui è costruita l'astronave. Egli spegne l'apparato respiratore dell'alieno e lo lascia per morto, dicendo al professor Elliot che la comunicazione era senza speranze.
Ben presto Lawrence scopre che l'alieno è sparito, come pure Enid, la figlia del professore. Tommy, il funzionario di polizia del villaggio, riferisce che anche altre persone sono scomparse. Lawrence conduce il poliziotto al sito dell'astronave, che però è sparita. Ormai varie persone sono scomparse, compreso Mears, le linee telefoniche sono interrotte e il villaggio è in preda al panico; riescono a contattare Scotland Yard usando un eliografo per allertare un cargo di passaggio.
Quando un ispettore e un sergente volano fino a lì e vengono informati della situazione, si decide che l'esercito debba distruggere l'astronave. Lawrence obietta che così facendo rimarranno uccise anche le persone che giacciono sotto il controllo dell'alieno. Con il misterioso pianeta che raggiungerà la distanza minore dalla Terra a mezzanotte, a Lawrence è concesso di tentare fino alle 11:00 per salvarle. Giunto di nascosto fino alla nave, apprende da Mears che l'alieno intende far diventare la nave un ripetitore senza fili in vista di un'invasione dal suo pianeta natale, che sta morendo. Lawrence ordina gli abitanti del villaggio di andarsene e attacca l'alieno, spegnendo il suo apparato respiratorio, quindi fugge con Enid e il professore. Mears, tuttavia, torna alla nave e rimane ucciso quando i militari la distruggono, poco prima che il pianeta si avvicini per poi allontanarsi di nuovo nello spazio.

## Produzione
La lavorazione del film iniziò il 13 dicembre 1950 negli Hal Roach Studios a Culver City (California).
Fu una produzione realizzata con pochissimi mezzi (51.000 dollari) e in tempi record (sei giorni di riprese), riciclando per risparmiare il set cinematografico del film Giovanna d'Arco del 1948 con Ingrid Bergman, utilizzando la nebbia per cambiare aspetto e tono emotivo ai luoghi.

### Cast
Lo sconosciuto attore che ha interpretato il ruolo del visitatore spaziale alieno nel film sarebbe stato, secondo alcune voci, l'attore Pat Goldin, secondo altre l'attore nano Billy Curtis. Tuttavia Robert Clarke, che è stato frequentemente considerato l'origine delle voci su Pat Goldin, non ha mai conosciuto il nome dell'attore che ha interpretato l'alieno, e non lo sapevano nemmeno gli altri membri del cast, compresi Margaret Field e William Schallert. Inoltre lo sconosciuto attore era considerevolmente più alto di Billy Curtis.
Robert Clarke ricorda solo che l'attore nella parte dell'alieno era di origini ebraiche, che era alto circa cinque piedi e che una volta aveva fatto parte di uno spettacolo acrobatico di vaudeville. Margaret Field e il produttore Jack Pollexfen in seguito hanno riportato solo che era scontento per via del suo scomodo costume e per la sua paga scarsa, mentre William Schallert lo ricorda solo come un uomo molto piccolo, attraente e di mezza età che non aveva molto dell'attore.

## Distribuzione
La pellicola fece la sua anteprima il 9 marzo 1951 a San Francisco e il 7 aprile a New York; venne distribuita nelle altre sale il 27 aprile.
In Italia il film non è mai stato distribuito nei cinema, ma è stato solamente trasmesso in televisione e commercializzato in home video, in VHS, con il titolo de L'uomo dal pianeta X.

## Accoglienza
Il film ottenne un buon successo: a fronte di un budget risibile di soli 51.000 dollari, ricavò ben 1,2 milioni di dollari nelle sale.

## Critica
È stato definito dal regista e cinefilo Joe Dante un film "imprescindibile" per gli appassionati di cinema della sua generazione.
Secondo Fantafilm:
Edgar Ulmer riesce abilmente a sfuggire alle convenzioni del genere (in particolare, non sembra dare molto rilievo alla immancabile parentesi sentimentale tra il giovane reporter e la ragazza contesa allo scienziato "cattivo") e punta tutto sull'alieno facendolo quasi interprete di una tristezza cosmica con quel suo volto impassibile da maschera africana inquadrato tra ombre e sfondi nebbiosi.
[...] È oggi considerato un piccolo classico del genere.»
(Fantafilm)